# Thomas Traherne
Thomas Traherne (/trəˈhɑːrn/; 1636 ou 1637  –  c. 27 de setembro de 1674) foi um poeta inglês, clérigo, teólogo e escritor religioso. A intensa espiritualidade acadêmica em seus escritos o levou a ser comemorado por algumas partes da Comunhão Anglicana em 10 de outubro (o aniversário de seu enterro em 1674) ou em 27 de setembro.
O trabalho pelo qual Traherne é mais conhecido hoje é o Centuries of Meditations (Centúrias de Meditações), uma coleção de parágrafos curtos nos quais ele reflete sobre a vida e o ministério cristão, filosofia, felicidade, desejo e infância. Ele foi publicado pela primeira vez em 1908, depois de ter sido redescoberto em manuscrito dez anos antes. Sua poesia também foi publicada pela primeira vez em 1903 e 1910 (The Poetical Works of Thomas Traherne, B.D. and Poems of Felicity). Suas obras em prosa incluem Roman Forgeries (1673), Christian Ethics (1675) e A Serious and Patheticall Contemplation of the Mercies of God (1699).
Os escritos de Traherne frequentemente exploram a glória da criação e o que ele percebeu como seu relacionamento íntimo com Deus. Sua escrita transmite um amor ardente, quase infantil, a Deus, e é comparada a temas semelhantes nas obras dos poetas posteriores William Blake, Walt Whitman e Gerard Manley Hopkins. Seu amor pelo mundo natural é frequentemente expresso em suas obras por um tratamento da natureza que evoca o romantismo - dois séculos antes do movimento romântico.

## Biografia

### Infância e educação
O nascimento ou o batismo de Traherne não são registrados nos registros paroquiais. Segundo o antiquário Anthony à Wood (1632-1695), ele era um "filho de um sapateiro de Hereford" nascido em 1636 ou 1637. Dobell 1903, p. xvi identifica esse sapateiro como John Traherne (n. 1566). No entanto, outras fontes indicam que Thomas era filho de Philipp Traherne (ou Trehearne) (1568-1645), um estalajadeiro local e duas vezes prefeito de Hereford, e sua terceira esposa, Mary Lane.
Traherne escreve sobre sua infância, que incluiu um maravilhamento natural e uma apreciação do mundo ao seu redor, em Centúrias de Meditações e outras poesias.

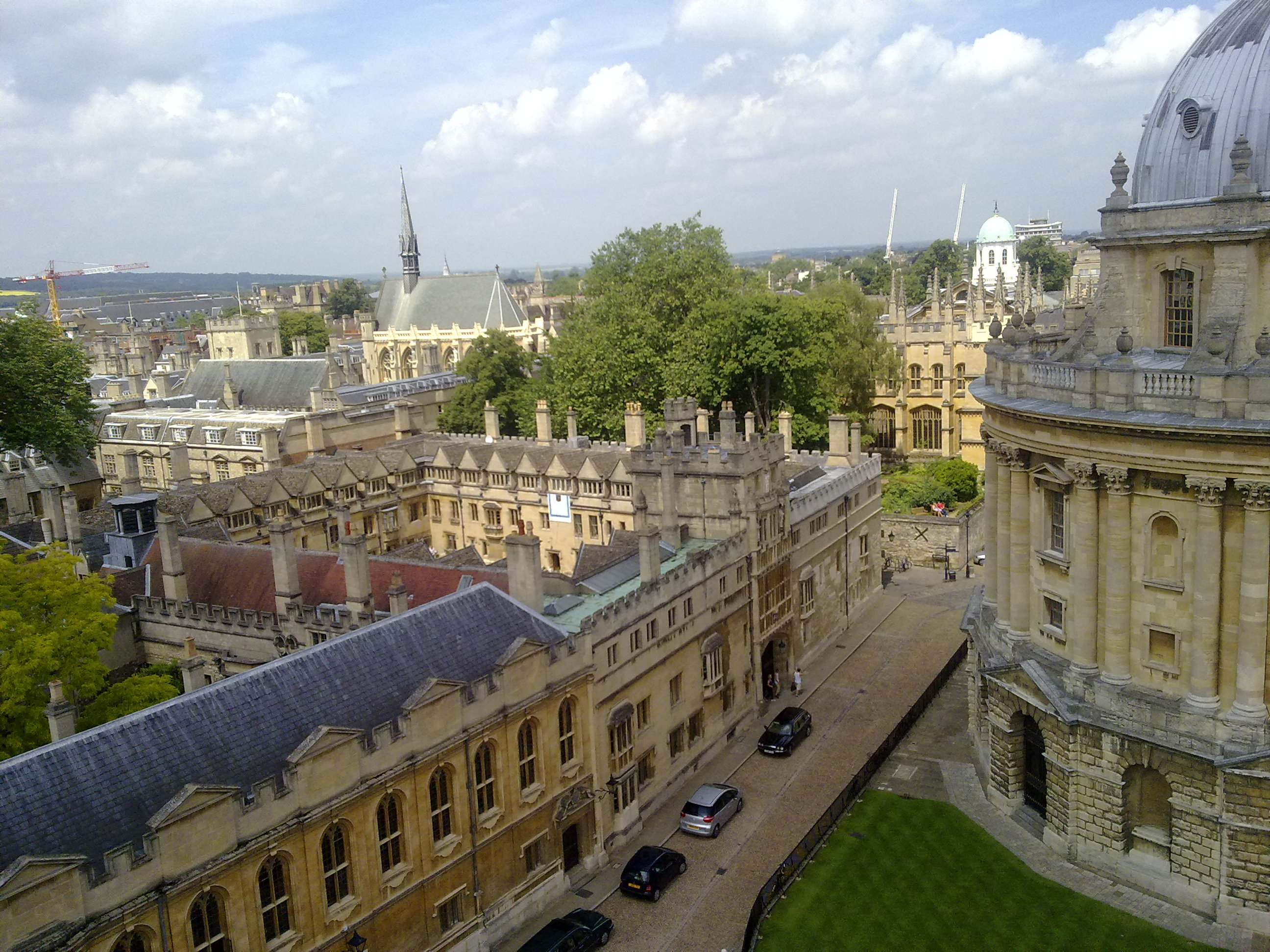
Traherne matriculou-se no Brasenose College, Oxford em 1652 e recebeu seu diploma em 1656

Traherne foi educado na Hereford Cathedral School e matriculado no Brasenose College, Oxford, em 2 de abril de 1652, recebendo seu diploma de bacharelado em 13 de outubro de 1656. Cinco anos depois, ele foi promovido ao grau de Master of Arts (Oxon.) em 6 de novembro de 1661, e ele recebeu um Bacharel em Divindade (B.D.) em 11 de dezembro de 1669.

### Ministério da igreja
Depois de receber seu diploma de bacharelado em Oxford em 1656, ele recebeu ordens sagradas.[carece de fontes?]
Em 30 de dezembro de 1657, ele foi nomeado reitor de Credenhill perto de Hereford, pelos Comissários para a Aprovação de Pregadores Públicos, embora na época ele não fosse um sacerdote ordenado. Uma nota curiosa anexada ao registro de sua nomeação é que Traherne contou com o patrocínio de Ambella, condessa Dowager de Kent. Traherne serviu neste posto por dez anos.
Após a restauração da monarquia e o retorno de Carlos II, Traherne foi ordenado sacerdote em 20 de outubro de 1660 pelo bispo de Oxford, Robert Skinner, em Launton, perto de Bicester.
Em 1667, Traherne tornou-se capelão particular de Sir Orlando Bridgeman, 1º Baronet, da Great Lever, o Lorde Guardião do Grande Selo do Rei Charles II, em Teddington (perto de Hampton Court ) em Middlesex. Foi enquanto residia lá que Traherne morreu em 27 de setembro de 1674, tendo naquele dia ditado um breve testamento nuncupativo a seu amigo e vizinho John Berdoe, em que ele pronunciou legados aos servos que o haviam cuidado e deixou seus poucos pertences para o irmão Philip e a cunhada Susan. Em 10 de outubro de 1674, ele foi enterrado na igreja de Santa Maria em Teddington, sob a mesa de leitura da igreja.

### Caráter e estilo de vida
Traherne foi descrito como "um dos homens mais piedosos e engenhosos que já conheci", e "um homem de temperamento alegre e animado ... pronto para fazer todos  bons ofícios a seus amigos e caridoso aos pobres quase além de sua capacidade". Traherne acreditava que ele sofria das fraquezas de uma personalidade sociável: "Muita abertura e propensão para falar são as minhas doenças. Muito fácil e cumprindo tal natureza".
Segundo Anthony à Wood, Traherne "sempre levou uma vida simples e devota; seu testamento mostra que ele possuía pouco além de seus livros ...".

## Escritos

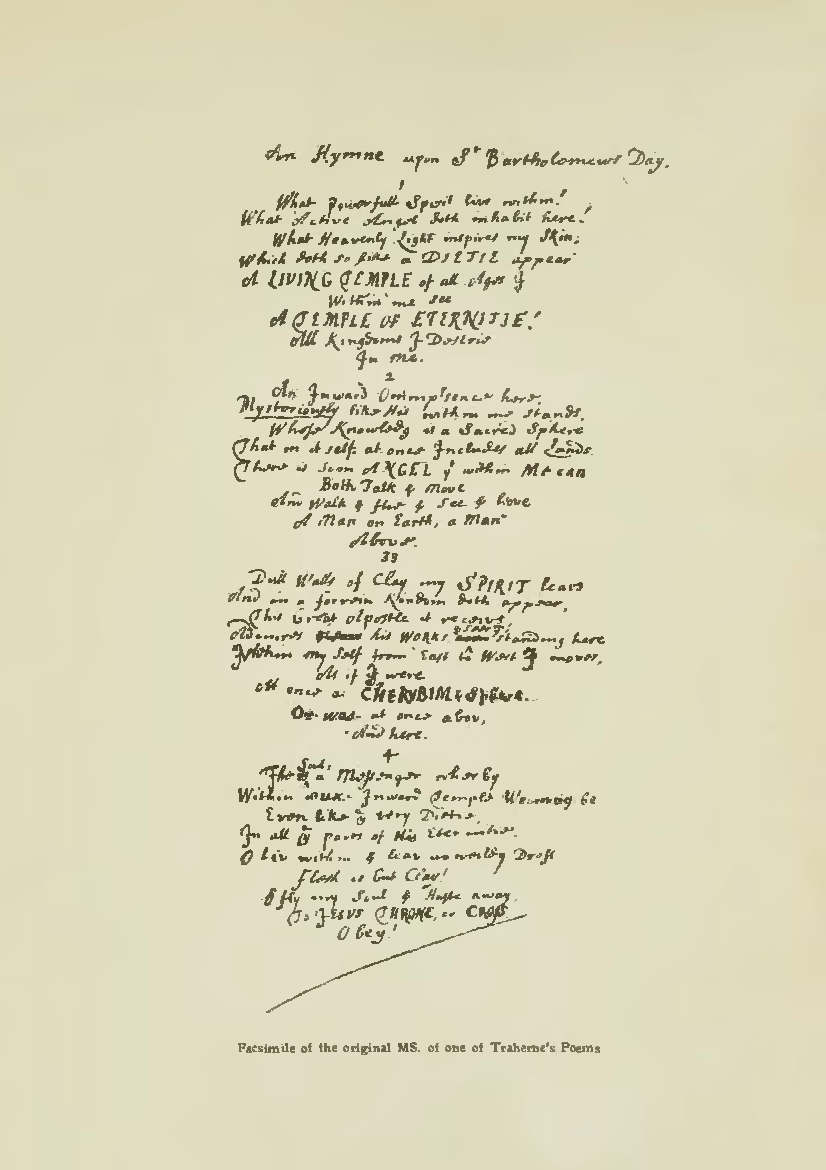
Fac-símile do manuscrito do poema de Thomas Traherne "An Hymne upon St. Bartholomew's Day", da edição de Bertram Dobell em 1903 de suas obras poéticas

### Histórico da publicação durante a vida e logo após
Traherne foi uma figura literária irrelevante durante sua vida e suas obras não foram conhecidas ou apreciadas até muito tempo após sua morte. Como padre do campo, ele levou uma vida devota e humilde e não participou de círculos literários. Apenas uma de suas obras, Roman Forgeries (1673), foi publicada em sua vida. Christian Ethicks (1675) seguiu logo após sua morte e, mais tarde, A Serious and Patheticall Contemplation of the Mercies of God (1699), publicada como obra de um autor anônimo, cujo caráter e antecedentes foram discutidos em uma breve introdução pelo editor. .
Com a morte de Traherne, em 1674, a maioria de seus manuscritos foi legada a seu irmão Philip. Após a morte de Philip, eles aparentemente passaram para a família Skipp de Ledbury, em Herefordshire, onde permaneceram por quase 200 anos. Em 1888, os bens da família foram dissolvidos, mas os manuscritos só voltaram a aparecer dez anos depois.

### Histórico de publicação posterior
No inverno de 1896 a 1897, William T. Brooke, de Londres, descobriu alguns manuscritos anônimos em um "carrinho de livros a ser jogado no lixo" ou em uma "banca de rua". Brooke pensou que poderiam ser obras perdidas de Henry Vaughan e mostrou-as a Alexander Grosart (1827 a 1899), um clérigo escocês e especialista em literatura elisabetana e jacobina que reimprimiu obras raras. Grosart concordou que os manuscritos eram de Vaughan e planejava incluí-los em uma edição dos trabalhos de Vaughan que ele estava preparando para publicação. Grosart morreu em 1899 e a edição proposta nunca foi concluída.
A coleção de Grosart, incluindo os manuscritos, foi comprada por Charles Higham, um livreiro de Londres, que pediu a seu amigo Bertram Dobell (1842-1914) para examiná-los. Dobell estava convencido de que não eram de Vaughan e logo descobriu que eram de Traherne. Os manuscritos incluíam poesia, bem como uma coleção de parágrafos contemplativos "incorporando reflexões sobre religião e moral".
The Poetical Works of Thomas Traherne foram publicadas em 1903 e Centuries of Meditations em 1908. Outras publicações se seguiram. Eventualmente, as Centúrias foram descritas como "um dos melhores poemas em prosa da nossa língua" e trechos delas foram musicados quase sempre com tanta frequência quanto os poemas.

### Manuscritos
Um manuscrito de Traherne de "Centúrias", o Dobell Folio (também chamado de "Livro Comum"), "O Anuário da Igreja" e o "Caderno Inicial" (também chamado Caderno de Philip Traherne) são mantidos na Bodleian Library, Oxford, o Manuscrito Burney (também conhecido como "Poems of Felicity") na British Library, Londres, e "Select Meditations" na Coleção Osborn, Beinecke Library, New Haven.
Um manuscrito descoberto em 1996 na Biblioteca Folger em Washington, DC, por Julia Smith e Laetitia Yeandle foi mais tarde identificado como um poema épico inacabado de 1.800 linhas por Traherne, intitulado "A Lei Cerimonial". Em 1997, Jeremy Maule, membro do Trinity College, Cambridge, descobriu mais obras de Traherne entre 4.000 manuscritos na Biblioteca do Palácio de Lamberth, a residência de Londres do Arcebispo de Canterbury. Os manuscritos de Lambeth, a maioria em prosa, abrangem quatro obras completas e um fragmento de um quinto: incentivos ao aposentado, Inducements to Retiredness, A Sober View of Dr Twisse, Seeds of Eternity, The Kingdom of God e o fragmentário Love.

## Recepção da poesia
Embora Traherne agora seja considerado um dos principais poetas metafísicos, o nome dessa 'escola' não foi mencionado em sua primeira publicação. Em seu prefácio ao The Poetical Works, Dobell o vinculou com "aquele pequeno grupo de poetas religiosos que inclui Herbert, Vaughan e Crawshaw", mas o distinguiu como singularmente individual e "nem um seguidor nem imitador de nenhum desses". Na seleção de seus poemas que se seguiram dois anos depois, eles foram acompanhados no mesmo volume pelos 'restos de versos' do irmão gêmeo de Henry Vaughan, Thomas (Eugenius Philalethes) e John Norris de Bemerton. A reputação dos dois últimos era então e permanece como de filósofos. Ambos também eram clérigos e Norris era o antigo presbitério de Herbert; não foi até muito mais tarde que ele seria descrito também como "o último dos metafísicos". Traherne, então, está sendo apresentado por proximidade como representante da linha de poetas devocionais do século XVII, e não como membro de uma escola em particular.
Na época da publicação, aqueles escritores que Samuel Johnson havia descrito com desdém como "poetas metafísicos" ainda não alcançaram o destaque crítico que receberam após o aparecimento da antologia de Herbert Grierson, Metaphysical Lyrics and Poems of the Seventeenth Century (1921). De qualquer forma, nenhum dos poemas de Traherne foi incluído lá e, quando ele chegou ao conhecimento de T. S. Eliot, apenas foi para ser deixado de lado como "mais místico do que poeta". Depois disso, levou décadas para que seu trabalho fosse examinado com mais seriedade.
Certamente, o elemento místico é notavelmente evidente em Traherne, mas suas credenciais metafísicas são confirmadas pela maneira como ele procura explicar questões de verdade, conhecimento e faculdades da mente e do coração por métodos de exame teológico e racional. Típica também é a maneira pela qual essas meditações são elaboradas como conceitos barrocos estendidos, dos quais “Shadows in the Water” é um exemplo particularmente impressionante. Um elo adicional com outros poetas devocionais de seu período é encontrado na idealização da inocência infantil e no uso de temas platônicos que Traherne compartilha com Henry Vaughan e John Norris.

## Influências

### Desenvolvimento da fé pessoal
Dada parte do material autobiográfico e confessional de suas obras (notavelmente em Centúrias de Meditações), Traherne deve ter sofrido com a falta de fé em seus anos de formação em Oxford. Ele descreve isso como um período de apostasia e que mais tarde encontrou o caminho de volta à fé: 
Eu sabia por intuição o que, desde minha apostasia, recobrei novamente pela mais alta razão. Minha própria ignorância foi vantajosa. Eu parecia como alguém trazido para o Estado da Inocência. Todas as coisas eram imaculadas, puras e gloriosas: sim, e infinitamente minhas, alegres e preciosas, eu não sabia que havia quaisquer pecados, queixas ou leis.
No entanto, existe uma leitura alternativa possível, que pode estar mais próxima dos fatos da experiência de Traherne, como ele os expressa na citação acima. Isso é,  que ele não sofreu uma perda de fé, mas identificou seu amadurecimento longe da visão de uma criança natural e inocente do mundo e seu lugar nele, de uma compreensão inata da maravilha da criação de Deus, a uma luta carregada de as regras e expectativas da igreja e da sociedade como uma própria apostasia, que ele teve que superar por meio de um estudo cuidadoso e disciplinado ("a mais alta razão"). Essa visão infantil, acolhedora e alegre da fé e do êxtase religioso está no cerne da redação da qual o trecho acima é extraído e é parte da razão do apelo de Traherne.

### Neoplatonismo
Traherne é fortemente influenciado pelas obras dos filósofos neoplatonistas e de vários de seus contemporâneos que foram chamados Platonistas de Cambridge. Os Platonistas de Cambridge eram latitudinários, pois defendiam moderação e diálogo entre as facções dos puritanos e dos membros da Igreja Alta na Igreja Anglicana. Eles acreditavam que religião e razão podiam estar em harmonia entre si com base em um entendimento místico da razão - acreditando que a razão ultrapassava a mera percepção sensorial, mas era "a vela do Senhor" e um eco do divino que residia na alma humana. A razão ao mesmo tempo dada por Deus e de Deus. De fato, o crítico K. W. Salter observa que Traherne "escreve sobre os sentidos como se fossem espirituais e do espírito como se fosse sensual." No entanto, de acordo com a biografia de Traherne, de Gladys Wade, em 1946, ela distinguiu que os Platonistas de Cambridge "desperdiçaram suas energias no folclore hermético, e cabalístico, e rosacruz, e em incríveis experiências de magia e necromancia" e observaram que o misticismo de Traherne estava "perfeitamente livre de qualquer mancha disso."

## Teologia e temas éticos

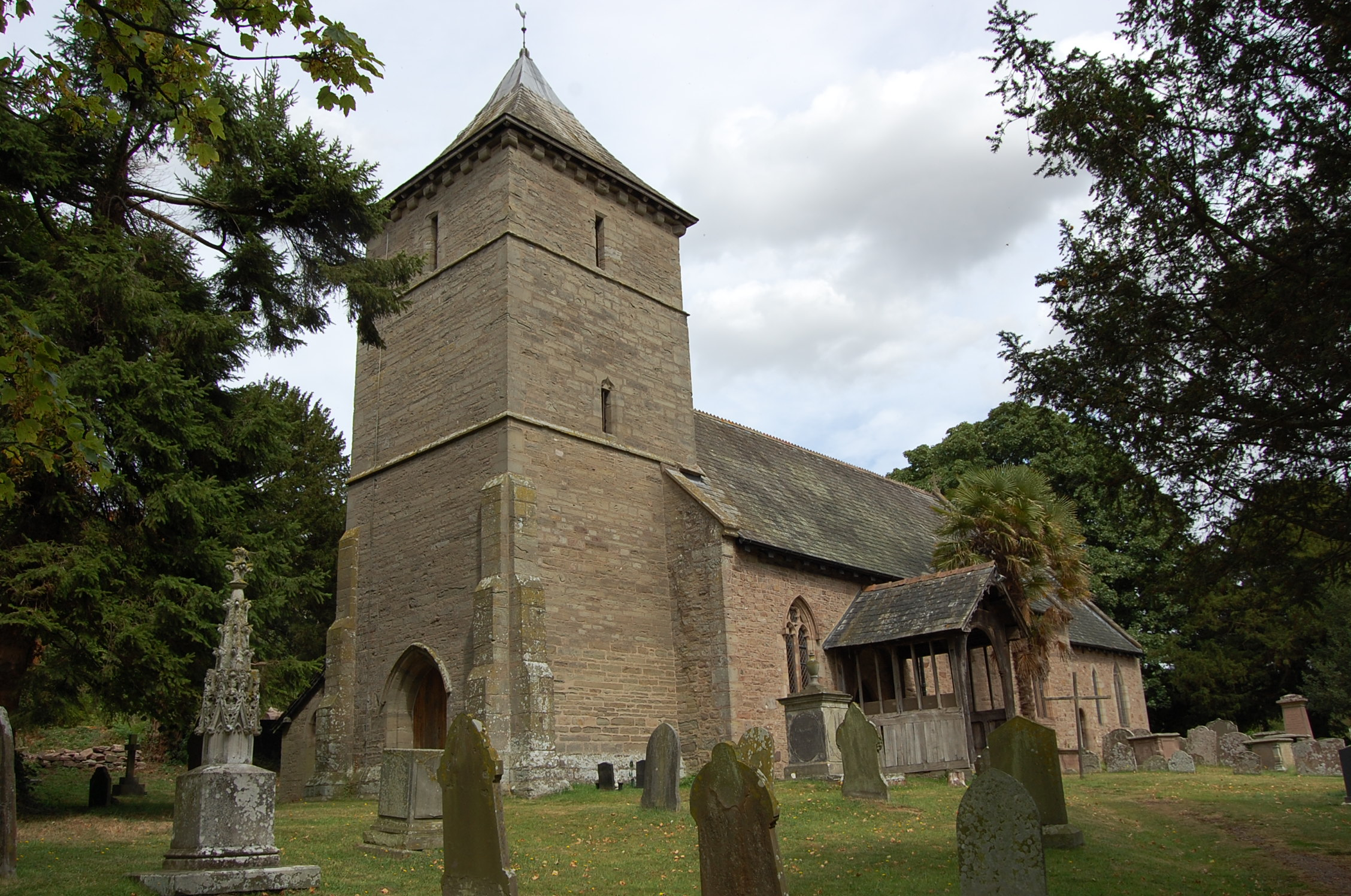
St Mary's, Credenhill, em Herefordshire, onde Traherne foi reitor

### Defesa dos anglicanos e críticas às igrejas católicas
Traherne também estava preocupado com a estabilidade da igreja cristã na Inglaterra durante o período da Restauração. Em alguns de seus escritos teológicos, Traherne exibe uma paixão pela fé anglicana e pela igreja nacional que é evidente em seus confrontos com o catolicismo romano e o inconformismo durante esse período de convulsões políticas e religiosas. As recentes descobertas de manuscritos previamente desconhecidos estabelecem ainda mais a reputação de Traherne como um teólogo anglicano e suas obras oferecem argumentos novos e abrangentes sobre argumentos teológicos em andamento sobre a natureza da divindade, ética e moralidade e a natureza do pecado.
Por exemplo, Traherne critica apaixonadamente o catolicismo romano em Roman Forgeries (1673) - o único trabalho publicado durante sua vida. É um tratado polêmico na forma de um diálogo entre dois homens - um protestante e um católico romano. Confiando nas Escrituras e nos pronunciamentos do Primeiro Concílio de Niceia para formular a ideia de uma autoridade legítima da igreja, Traherne critica o estado da Igreja Católica contemporânea e reivindica através de uma teoria da conspiração que, porque o Vaticano tinha controle sobre os manuscritos, a  Igreja Católica estava em posição de corromper, usar indevidamente ou suprimir documentos para apoiar sua reivindicação de autoridade. A natureza abusiva da crítica do narrador à Igreja de Roma contrasta fortemente com o teor da poesia de Traherne ou com outros escritos sobre temas teológicos.
No entanto, Traherne adota um tom menos polêmico em Christian Ethicks, publicado postumamente, em 1675, no qual explora implicações teológicas do pensamento calvinista sobre liberdade e necessidade. Neste trabalho, Traherne se recusa a definir a ética como um fenômeno secular - apontando para uma firme confiança na vontade de Deus. Por causa das limitações e falhas humanas, não se pode construir um sistema moral de crenças adequado e coerente - essas virtudes devem derivar de uma fonte divina e sua recompensa de perceber o infinito amor de Deus na raiz de todas as coisas.

### Pecado
Traherne dedicou um exame considerável ao assunto do pecado e seu lugar em relação às doutrinas da igreja. No trabalho recentemente descoberto, A Sober View of Dr Twisse, Traherne discute o pecado e a salvação no quadro de uma discussão maior sobre questões de eleição e reprovação. Traherne escreve: 

Ele foi excluído do Reino dos Céus, onde nada pode entrar que odeia a Deus e de onde nada pode ser excluído que o ame. A perda desse amor é o inferno: a visão e a posse desse amor são o céu. Assim o pecado o excluiu do céu.

### Misticismo e união divina
As obras de Traherne são inerentemente místicas, pois buscam entender e abraçar a natureza de Deus dentro de sua criação e na alma do homem. Traherne parece descrever sua própria jornada de fé nas Centúrias de Meditação, que provavelmente foram escritas quando Traherne estava em Credenhill - uma obra notável por sua "intensidade espiritual" e "o amplo escopo da pesquisa do escritor", que inclui "todo céu e terra que ele toma para a província da alma piedosa". Diz-se que o trabalho de Traherne olha "para as coisas ocultas da alma e, nelas, ele vê a imagem da glória e do amor de Deus" e "o eterno tema da bondade e do esplendor de Deus".
Os poemas de Traherne frequentemente exploram a glória da criação e o que ele percebeu como seu relacionamento íntimo com Deus. Ele se inspirou profundamente nos escritos de Aristóteles e nos primeiros Pais da Igreja por seu conceito de homem e natureza humana.
Pouca menção é feita ao pecado e ao sofrimento nas obras que dominaram as críticas do século XX, e alguns críticos consideraram seu verso como próximo ao panteísmo (ou talvez ao panenteísmo).

### Felicidade
No centro do trabalho de Traherne está o conceito de "felicidade", o estado mais elevado de bem-aventurança em que ele descreve a essência de Deus como uma fonte de "prazeres de valor inestimável".
Traherne diz que 'o entendimento estabelecido nele' garantiu sua felicidade. Ele argumenta que o homem só pode experimentar essa felicidade compreendendo a vontade de Deus e o amor divino e descreve a beleza disso em termos infantis. Traherne procura explicar o "Princípio da Natureza", no qual, por sua inclinação a amar a verdade ("Luz") e a beleza, busca identificar a felicidade como sua fonte e uma experiência natural.

## Outros temas

### Natureza
Outra grande paixão retratada no trabalho de Traherne é o seu amor pela natureza e pelo mundo natural, frequentemente exibido em um tratamento muito romântico da natureza, descrito como caracteristicamente panteísta ou panenteísta. Enquanto Traherne credita uma fonte divina para sua criação, seu louvor à natureza parece nada menos do que o que se esperaria encontrar em Thoreau. Muitos estudiosos consideram Traherne um escritor do sublime, e em seus escritos ele parece ter tentado recuperar o apreço perdido pelo mundo natural, além de prestar homenagem ao que sabia na natureza que era mais poderoso do que ele. Nesse sentido, Traherne parece ter antecipado o movimento romântico mais de 130 anos antes de realmente ocorrer. Há discussões frequentes sobre a relação quase simbiótica do homem com a natureza, bem como o uso frequente de "cenário literal", isto é, uma tentativa de reproduzir fielmente uma experiência sensorial a partir de um determinado momento, uma técnica mais tarde usada com frequência por William Wordsworth.

### Alegria e atitude infantil
No espírito dos evangelhos, "o grande tema de Traherne é a inocência visionária da infância", e seus escritos sugerem "que os adultos perderam a alegria da infância e, com ela, a compreensão do divino natureza da criação". Traherne parece transmitir a ideia de que o paraíso só pode ser redescoberto e reconquistado mediante a recuperação dessa inocência infantil - um estado que "precede o conhecimento do bem e do mal" e parece ser composto de um amor e maravilha sem limites.
A esse respeito, o trabalho de Traherne é frequüentemente comparado à alegria e misticismo abundantes encontrados nas obras de William Blake, Walt Whitman e Gerard Manley Hopkins. De acordo com a estudiosa de Traherne, Denise Inge, a introdução de Traherne do ponto de vista de uma criança para narrar suas premissas teológicas e morais era desconhecida ou certamente não apreciada na literatura da época.

### Felicidade
Alcançar a felicidade é outro foco do trabalho de Traherne. Ele escreveu: "Primeiro vou gastar muito tempo em busca da felicidade, e depois muito mais em apreciá-la". Ele escreveu que muitas pessoas desprezam a felicidade, mas que "O céu é um lugar onde nossa felicidade será vista por todos. Lá vamos desfrutar da felicidade de sermos vistos na felicidade, sem o perigo de ostentação".

### Filosofia prática
Traherne pretendia que as ideias obtidas através da filosofia fossem usadas na vida cotidiana.

## Legado
Os trabalhos de Traherne permaneceram praticamente inéditos até sua publicação no início do século XX. Aqueles que reconheceram uma influência desde então foram o monge trapista Thomas Merton; a humanista cristã Dorothy L. Sayers; a poeta Elizabeth Jennings ; e C. S. Lewis, que chamou o Centúrias de Meditações de "quase o livro mais bonito em inglês". Aldous Huxley faz citações de Traherne em sua obra A Filosofia Perene.

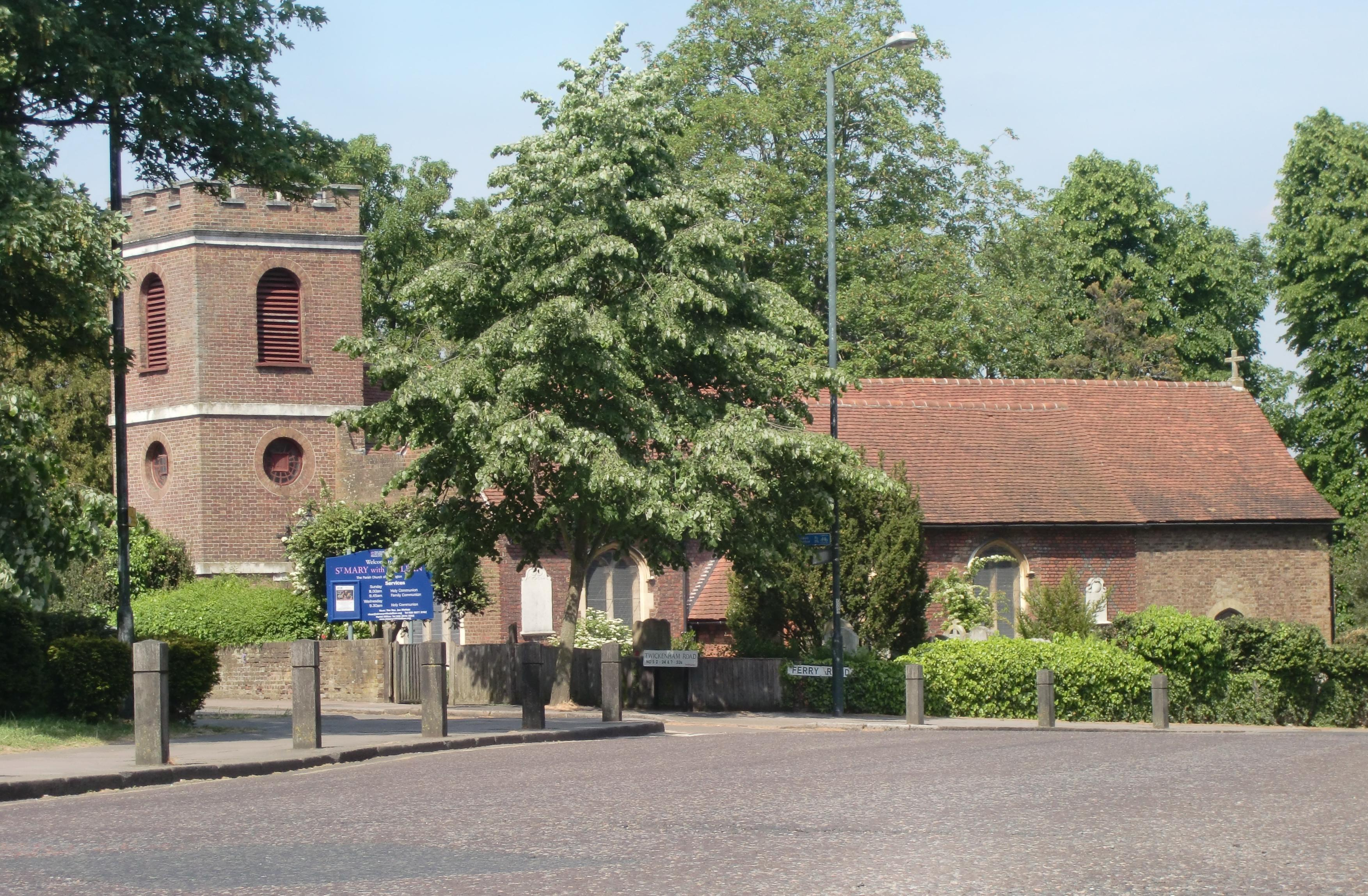
Traherne foi enterrado na Igreja de Santa Maria, Teddington, Middlesex.

Elas também tiveram sua influência na Comunhão Anglicana, que, embora não crie santos da mesma maneira que na tradição católica romana, frequentemente canonizou pessoas de grande santidade, às vezes por um processo formal e outras por aclamação popular ou costume local. Seguindo esse precedente, e em comemoração a seus poemas e escritos espirituais, Thomas Traherne está incluído no Calendário dos Santos em muitas igrejas nacionais da Comunhão Anglicana
A comemoração de Traherne é realizada em 27 de setembro (a data de sua morte) ou 10 de outubro (a data de seu enterro). Em 2009, a Convenção Geral da Igreja Episcopal nos Estados Unidos aprovou o seguinte Coleta para a observação do dia da festa de Traherne: 
Observada em 27 de setembro na Igreja Episcopal nos Estados Unidos
Observado em 10 de outubro Igreja da Inglaterra; Igreja Anglicana da Coreia; Hong Kong Sheng Kung Hui (também conhecida como Igreja Anglicana de Hong Kong)

## Um século de cenários musicais
Foi observado de Traherne que "mais do que qualquer outra forma de arte, se alguém pode julgar pela frequência e fervor das referências, Traherne amava a música", que isso era de longa data e ao longo da vida. A Associação Traherne compilou uma lista de verificação de algumas centenas de compositores que reconheceram o poder lírico de sua escrita e dispuseram as palavras dele para a música. Vários deles são nativa Herefordshire do poeta, enquanto uma proporção significativa vem de outros países e nem todos do mundo de língua inglesa. Também houve uma grande variedade de estilos musicais ao longo do século passado, desde canções artísticas a motivos devocionais, do modernismo avançado ao minimalismo, e também houve algumas interpretações puramente instrumentais.

### Grã-Bretanha
O cenário mais antigo conhecido foi o galês Bryceson Treharne (1879-1948). Sua "Invocation" de 1917 foi a estrofe 11 de um poema sem título no Christian Ethicks de Traherne: "Ó santo Jesus, que por nós morreste", destinado a barítono e piano. Foi seguido em 1924 pelo "Contentment" de Rutland Boughton, um madrigal para vozes masculinas desacompanhadas que musicou "Contentment is a sleepy thing" de Traherne, também de Christian Ethicks. Os compositores posteriores colocaram tanto verso quanto prosa para o canto dentro da mesma obra, dos quais um exemplo de 1978 foi o ciclo de Elizabeth Maconchy "Sol, Lua e Estrelas" para soprano e piano.
Foi na década de 1920 que Gerald Finzi começou a trabalhar em seu ambicioso Dies natalis, uma cantata para voz alta solo e orquestra de cordas. Concluída apenas em 1939, a estreia da obra foi cancelada devido à eclosão da Segunda Guerra Mundial, e não foi realizada até alguns meses depois, em janeiro de 1940. Sua "Intrada" puramente instrumental é seguida por uma seção de passagens em prosa da terceira de suas Centúrias de Meditações, e depois por três poemas: "The Rapture", "Wonder" e "The Salutation". Os textos escolhidos refletem a alegria e a maravilha da perspectiva inocente e a admiração de uma criança recém-nascido em um mundo de tanta beleza. O trabalho foi gravado pela primeira vez em 1963.
Dados o chamado e a piedade de Traherne, muitos ambientes modernos do trabalho de Traherne têm um contexto devocional. Seu poema "The Rapture" foi incluído no Cambridge Hymnal (1967) como Hino 97, com música do compositor William Wordsworth. Também entre a música coral amplamente sagrada de Patrick Larley está o On Christmas Day (2002), uma sequência de sete peças, das quais os números 1, 3 e 7 incorporam versos do poema de Traherne "On Christmas-Day". Várias outras peças foram encomendadas para ocasiões especiais: de Colin Matthews ("Shadows in the water", 1978/9); Francis Jackson ("On Christmas Day", 1995); John Casken ("A song of Chimes", 1996); Andrew Carter ("The saints of God", 2005); Cecilia McDowall, ("The skies in their magnificence", 2008); Francis Pott, ("The love of God is in eternity", 2011); e David Sawer, ("Wonder", 2012).

### Internacional
O trabalho coral de Sawer foi escrito para celebrar o Jubileu de Diamante de Elizabeth II. Antes, Toivo Tulev (n.1958) havia estabelecido linhas das Centúrias de Meditações de Traherne como "Rejoice! Rejoice! Rejoice!" ("Alegrai! Alegrai! Alegrai!") Por uma apresentação em homenagem à visita de Estado da rainha à Estônia em outubro de 2006. Outras configurações do trabalho de Traherne foram feitas por Dobrinka Tabakova, nascida na Bulgária. pelo francês Claude Ballif (Poème de la félicité para três vozes femininas, 1977); e pelo finlandês Jouni Kaipainen, cujo "Felicity and Fullnesse" é descrito como um monodrama para barítono e orquestra alta, em que os versos de Traherne se alternam com os de Hanno Eskola (2006).
Na América do Norte, o compositor canadense veterano Frederick Karam (1926-1978) escreveu "From Dust I Rise", um hino baseado nas falas do poema de Traherne "The Salutation", apresentado pela primeira vez em 1958. Nos Estados Unidos, Aaron Jay Kernis definiu o ciclo da música "Two Awakenings and a Lullaby" para soprano, violino, violão e piano em 2006; em 2012, Bob Chilcott organizou "The sun and stars are mine" para vozes altas e piano; e, mais recentemente, Garrett George compôs "4 Traherne Songs" para soprano com acompanhamento de piano (2018).

### Formatos instrumentais e outros
Duas obras japonesas de Satoru Ikeda (n.1961) começaram com "The Salutation", de Traherne. A primeira foi uma transposição vocal do texto em inglês para coro de câmara, acordeão, tuba e harpa, na qual os instrumentos "são símbolos do céu, da terra e do homem" (2003). Mais tarde, o compositor escreveu uma obra puramente instrumental para flauta alta, que foi dividida em três movimentos (Abismo, Despertar e Aparição), inspirada em três estrofes do poema (2015). Outra interpretação de Traherne para orquestra completa foi From Sorrowing Earth (1968), do compositor australiano Nigel Butterley, com base em cinco meditações em prosa.
Duas obras de órgãos foram inspiradas nas janelas Traherne de Tom Denny na capela Audley na catedral de Hereford (veja acima). Além disso, o americano Peter Stoltzfus Berton (n.1968) baseou as quinze peças em suas "Variações de Hereford" (2007) nas Centúrias de Traherne. O trabalho de órgão de Martin Bussey, "Hereford Windows", foi seguido em 2014.
Os escritos de Traherne também contribuíram para duas obras de maior escala. A Sinfonia No.2 de Kenneth Leighton (Sinfonia mistica, 1974) dispôs linhas de "Thanksgivings for the Body" de Traherne como seu terceiro movimento (Meditation). Mais tarde, Harrison Birtwistle fez Cristo citar "Thanksgivings for the Body" na Visão 1 de sua ópera The Last Supper (A Última Ceia) (1999).
Estando fora da tradição da música clássica, a peça daIncredible String Band "Douglas Traherne Harding" no álbum Wee Tam and the Big Huge (1968) incorporou linhas de Centúrias de Meditações e demonstra a ampla versatilidade de aplicação da qual o trabalho de Traherne foi capaz.

## Obras e publicações

### Publicadas durante a vida e os tempos de Traherne
- 1673: Roman Forgeries, Or, A True Account of False Records Discovering the Impostures and Counterfeit Antiquities of the Church of Rome (London: Printed by S. & B. Griffin for Jonathan Edwin, 1673).
- 1675: Christian Ethicks: Or, Divine Morality. Opening the Way to Blessedness, By the Rules of Vertue and Reason (London: Printed for Jonathan Edwin, 1675).
- 1699: A Serious and Pathetical Contemplation of the Mercies of God, In Several Most Devout and Sublime Thanksgivings for the same (London: Printed for Samuel Keble, 1699).
- 1717: Meditations on the Creation, in A Collection of Meditations and Devotions, in Three Parts. (London: Published by Nathaniel Spinkes. Printed for D. Midwinter, 1717).

### Compilações e edições posteriores
- 1903: Traherne, Thomas (1903).  Dobell, ed. The Poetical Works of Thomas Traherne 1636?–1674. [S.l.: s.n.] A second edition appeared in 1906.
- 1905: Traherne, Thomas; Vaughn, Thomas; Norris, John (1905). Selected poems by Thomas Traherne, English verse-remains by Thomas Vaughan, selected poems by John Norris. [S.l.: s.n.]
- 1908: Traherne, Thomas (1908).  Dobell, ed. Centuries of Meditations. [S.l.: s.n.]
- 1910: Traherne's Poems of Felicity (edited by H. I. Bell) (Oxford: Clarendon Press, 1910).
- 1932: The Poetical Works of Thomas Traherne, faithfully reprinted from the Author's Original Manuscript, together with Poems of Felicity, reprinted from the Burney manuscript, and Poems from Various Sources (edited by Gladys I. Wade) (London: P. J. & A. E. Dobell, 1932).
- 1941: A Serious and Pathetical Contemplation of the Mercies of God, In Several most Devout and Sublime Thanksgivings for the same (edited by Roy Daniells) (Toronto: University of Toronto Press, 1941).
- 1958: Centuries, Poems, and Thanksgivings 2 volumes (edited by H. M. Margoliouth) (Oxford: Clarendon Press, 1958).
- 1966: Meditations on the Six Days of the Creation (edited by George Robert Guffey) (Los Angeles: William Andrews Clark Memorial Library, University of California, 1966).
- 1966: Poems, Centuries, and Three Thanksgivings (edited by Anne Ridler) (London: Oxford University Press, 1966).
- 1968: Christian Ethicks (edited by Carol L. Marks and Guffey) (Ithaca: Cornell University Press, 1968).
- 1989: Commentaries of Heaven: The Poems (edited by D. D. C. Chambers) (Salzburg: Institut für Anglistik und Amerikanistik Universitat Salzburg, 1989). ISBN 9780773405844
- 2005–2017: Traherne, Thomas.  Ross, ed. The Works of Thomas Traherne. In nine  volumes. [S.l.: s.n.] ISBN 9781843840473
  - Volume I: Inducements to Retirednes, A Sober View of Dr Twisses his Considerations, Seeds of Eternity or the Nature of the Soul, The Kingdom of God (2005). ISBN 9781843840374
  - Volume II: Commentaries of Heaven, part 1: Abhorrence to Alone (2007) ISBN 9781843841357
  - Volume III: Commentaries of Heaven, part 2: Al-Sufficient to Bastard (2007) ISBN 9781843841364
  - Volume IV: Church's Year-Book, A Serious and Pathetical Contemplation of the Mercies of GOD, [Meditations on the Six Days of the Creation] (2009) ISBN 9781843841968
  - Volume V: Centuries of Meditations and Select Meditations (2013) ISBN 9781843843276
  - Volume VI: Verse: from the Dobell Folio, Poems of Felicity, The Ceremonial Law
  - Volume VII: Roman Forgeries, Christian Ethicks: or, Divine Morality (not yet published)
  - Volume. VIII: Commentary and Index (not yet published)
  - Volume IX: Notebooks (not yet published)
- Traherne, Thomas.  Ross, ed. The Works of Thomas Traherne. Volume 6 Poems from the Dobell Folio, Poems of Felicity, The Ceremonial Law, Poems from the Early Notebook. [S.l.: s.n.]

### Traduções
- Poèmes de la Félicté, trad. Jean Wahl, Edições du Seuil, Paris 1951;[97] alguns apareceram originalmente na revista Mésures em abril de 1936 [98]
- Les Centuries, trad. Magali Jullien, Arfuyen, 2011
- "Essa cruz é uma árvore incendiada por chamas invisíveis", de Robert Jones (Das Kreuz ist ein flammender Baum ), um cenário para coro e órgão completos que extrai seu texto de três das Centúrias de Thomas Traherne; uma tradução alemã fornecida por Meik Impekoven. Publicado: Dr. J. Butz, Bonn, 2015.[99]